# Dan Bricklin
Dan Bricklin (Filadelfia, Pensilvania; 16 de julio de 1951) es un ingeniero estadounidense. Es el creador, junto con Bob Frankston, del que es considerado como el primer programa de hoja de cálculo moderno: VisiCalc. Se licenció en ingeniería eléctrica e informática por el Instituto Tecnológico de Massachusetts y en gestión empresarial por la Universidad Harvard. Fue quien introdujo el concepto de friend-to-friend.
También fundó Software Garden, Inc., de la cual es actualmente presidente, y Trellix, que dejó en 2004. En la actualidad también es el director de tecnología de Alpha Software.
Su libro, Bricklin on Technology, fue publicado por Wiley en mayo de 2009. Por su trabajo con VisiCalc, a Bricklin se le suele llamar «el padre de la hoja de cálculo».

## Biografía
Bricklin nació en una familia  judía en Filadelfia donde asistió a la Akiba Hebrew Academy durante sus años de escuela secundaria. A los quince años aprendió a programar, influenciado por interés desde joven por la electrónica y el mundo técnico. Comenzó su universidad con una especialización en matemáticas, pero pronto cambió a informática. Obtuvo una licenciatura en Ingeniería Eléctrica y Ciencias de la Computación por el Instituto Tecnológico de Massachusetts en 1973, donde fue residente del Bexley Hall.
Al graduarse del MIT, Bricklin trabajó para Digital Equipment Corporation (DEC) hasta 1976 donde formó parte del equipo que trabajó en el WPS-8  cuando comenzó a trabajar para FasFax, un fabricante de cajas registradoras. En 1977, decidió regresar a la escuela, y obtuvo un Máster Of Business Administration de la Universidad de Harvard en 1979.

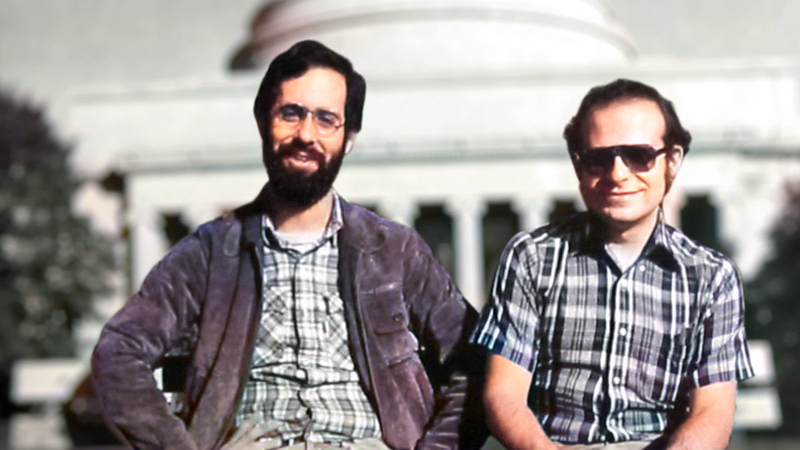
Bricklin y Frankston en 1982.

Mientras era estudiante en Harvard Business School, Bricklin codesarrolló VisiCalc en 1979, por lo que es la primera hoja de cálculo electrónica disponible para su uso en el hogar y oficina. Funcionó en un ordenador Apple II y fue considerado un programa de cuarta generación. Cuando el programa comenzó a gestarse mientras hacía las prácticas del máster tuvo que exponerse a grandes pilas de papel cuadriculados con datos financieros. En ese contexto tuvo la idea de una hoja de cálculo electrónica que funcionara como un procesador de textos capaz de trabajar con números. Lo programó en Applesoft BASIC (el código no ocupaba más de 27.52 kilobytes), con cinco columnas y veinte filas en el primer prototipo para conseguir una disposición visual.
En octubre de 1979, tras dos meses de trabajo, su equipo presentó el programa en el evento Visual Calculator. Aunque algunas personas mostraron interés, la mayoría no vio el potencial del uso de ordenadores personales frente a las computadoras corporativas. Aquellos que empezaron a emplearlo encontraron que «les ayudaba en su trabajo». Su uso se extendió más cuando se lanzó el IBM PC en 1981, pues era una de las pocas aplicaciones que se podía adquirir para dicho ordenador. Debido a la gran demanda, también se lanzó para Atari 800 y Commodore PET. Durante la década de 1980 surgió competencia de diferentes empresas, y finalmente la empresa que gestionaba Lotus 1-2-3 compró Software Arts en 1985.
En el año 2000 Bricklin creó el concepto de redes friend-to-friend, con lo que matizó la extendida red P2P. Con este tipo de red se pretende mantener una lista de máquinas ajenas de confianza. Ya en la década de 1970 discutió el concepto con Frankston, quien señalaba los peligros de la P2P en cuanto a seguridad a la hora de compartir datos. Sin embargo este término también tiene límites, como señaló el propio Frankston, pues si las listas son muy extensas se puede originar una brecha fácilmente.

### VisiCalc
VisiCalc, contracción de «Visible Calculator», es ampliamente reconocida para aprovisionar de combustible al rápido crecimiento de la industria del ordenador personal. En lugar de hacer proyecciones financieras con hojas de cálculo manuales y tener que hacer operaciones aritméticas con cada célula individual, VisiCalc permite al usuario cambiar cualquier célula y tiene la peculiaridad de que toda la hoja se puede calcular automáticamente. Esto dejó atrás 20 horas de trabajo, pasando a solo ocupar 15 minutos, además de fomentar la creatividad.
Esta aplicación se ejecutaba en disquetes y ayudó a la popularización de ordenadores personales como el IBM PC o el Apple II. Steve Jobs señaló el papel importante que desempeñó el programa para el éxito de Apple. Lanzado al mercado en 1979 cuando las patentes de software no eran habituales, muchas otras aplicaciones replicaron el modelo de VisiCalc de celdas, filas y columnas, entre ellos Excel. Owen W. Linzmayer afirmó que fue el primer programa «de éxito» en ordenadores personales, que consiguió vender hardware por sí mismo.

## Carrera

### Software Arts

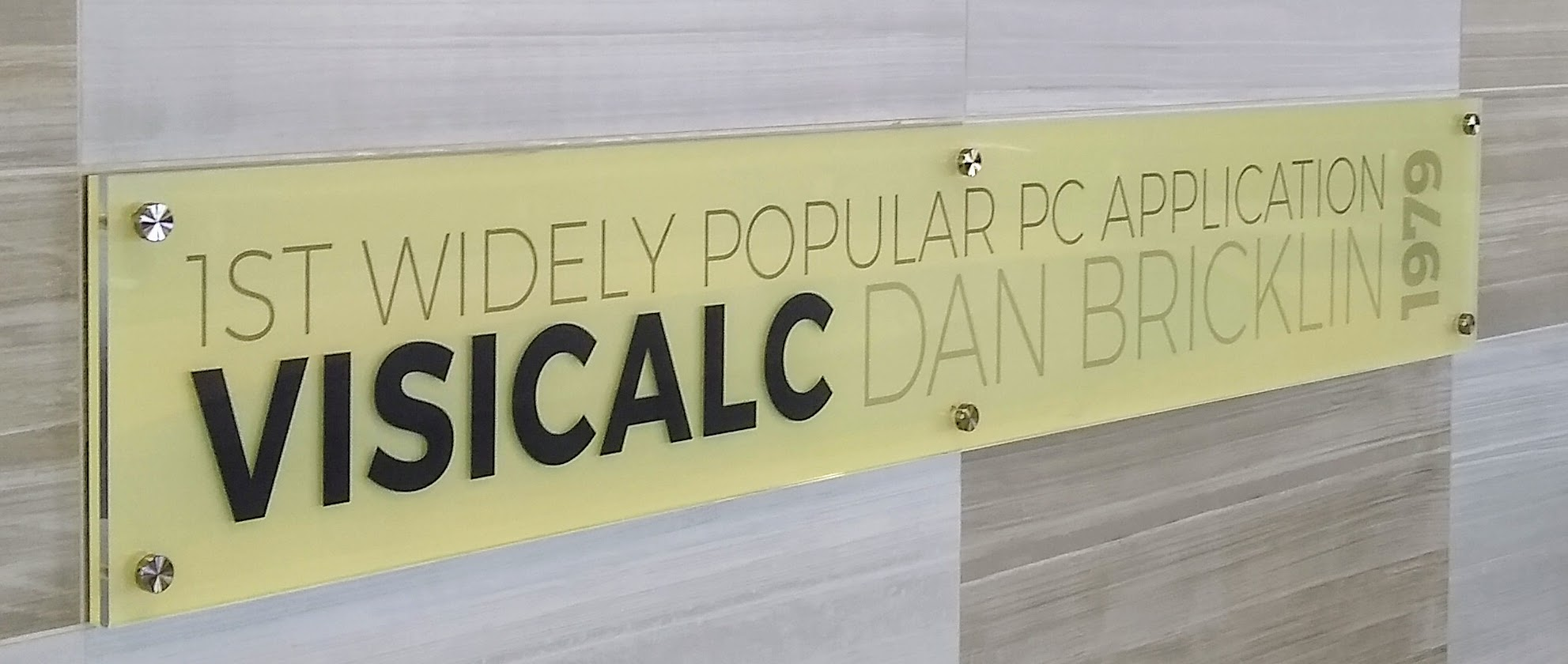
Una placa en honor a la contribución de Bricklin a Visicalc en el Aeropuerto Logan de Boston.

En 1979, Bricklin y Frankston fundaron Software Arts, Inc. y comenzaron a vender VisiCalc, a través de una empresa independiente llamada VisiCorp. Junto con el cofundador Bob Frankston, comenzó a escribir versiones del programa para el Tandy TRS-80, el Commodore PET y el Atari 800. Poco después de su lanzamiento, VisiCalc se convirtió en un éxito de ventas de 100 dólares.
Software Arts también publicó TK/Solver y "y Spotlight, "un organizador de escritorio para el ordenador personal I.B.M."
Bricklin recibió el Premio Grace Murray Hopper en 1981 por VisiCalc. Bricklin no pudo patentar VisiCalc ya que los programas de software no podían ser protegidos por patentes en aquella época.
Bricklin fue presidente de Software Arts hasta 1985, año en que Software Arts fue adquirida por Lotus. Se marchó y fundó Software Garden.

### Software Garden
Dan Bricklin fundó Software Garden, una pequeña empresa consultora y desarrolladora de aplicaciones de software, en 1985. El objetivo de la empresa era producir y comercializar el «Programa de demostración de Dan Bricklin». El programa permitió a los usuarios crear demostraciones de sus programas incluso antes de que se escribieran, y también se usó para crear tutoriales para programas basados en Windows. Otras versiones lanzadas poco después incluyeron «demo-it!». Siguió siendo el presidente de la empresa hasta que cofundó Slate Corporation en 1990. En 1992, fue nombrado vicepresidente de la corporación Slate con sede en Phoenix y desarrolló At Hand, una hoja de cálculo basada en la «computación con lápiz». Cuando Slate cerró en 1994, Bricklin volvió a Software Garden.
Su «visor general de Dan Bricklin» (descrito por The New York Times como "una forma visual de mostrar información en software basado en Windows") fue lanzado en noviembre de 1994.

### Trellix Corporation
En 1995, Bricklin fundó Trellix Corporation, llamada así por Trellix Site Builder.
Interland (ahora Web.com ) compró Trellix en 2003 y Bricklin se convirtió en el director de tecnología de Interland hasta principios de 2004.

### Trabajo actual
Bricklin continúa sirviendo como presidente de Software Garden, una pequeña empresa que desarrolla y comercializa las herramientas de software que él crea, además de brindar servicios de conferencias y consultoría. En 2010 lanzó Note Taker HD, una aplicación que integra notas escritas a mano en la tableta iPad de Apple. Fue popular durante la salida de la tableta en la App Store y desde entonces sus descargas se han mantenido. Bricklin también desarrolló SocialCalc, un programa de código abierto que se ejecuta en el navegador web. Asimismo creó wikiCalc, una hoja de cálculo básica colaborativa que se ejecuta en la web.
Actualmente es el director de tecnología de Alpha Software en Burlington (Massachusetts), una empresa que crea herramientas para desarrollar fácilmente aplicaciones empresariales móviles multiplataforma.

## Afiliaciones
En 1994, Bricklin fue incluido como miembro de la Association for Computing Machinery. Es miembro fundador del Consejo de Liderazgo Tecnológico de Massachusetts y ha sido miembro de las juntas directivas de la Asociación de Editores de Software y la Sociedad de Computación de Boston.
Fue elegido miembro de la  Academia Nacional de Ingeniería en 2003 por la invención y creación de la hoja de cálculo electrónica.

## Premios
En 1981, Bricklin recibió el premio Grace Murray Hopper por VisiCalc.
En 1996, Bricklin fue galardonado por la IEEE Computer Society con el Computer Entrepreneur Award por ser pionera en el desarrollo y comercialización de la hoja de cálculo y los profundos cambios que fomentó en los negocios y la industria.
En 2003, Bricklin recibió el premio Wharton Infosys Business Transformation Award por ser líder en el cambio tecnológico. Fue reconocido por haber utilizado la tecnología de la información de una manera que transformó la industria. Ha recibido un «Doctorado Honorario en Humanidades» de Newbury College. También se convirtió en miembro de la Academia Nacional de Ingeniería.
En 2004, fue nombrado miembro del Museo de Historia de la Computación "por promover la utilidad de las computadoras personales mediante el desarrollo de la hoja de cálculo electrónica VisiCalc".
Bricklin:
- apareció en el documental Triumph of the Nerds de 1996 , así como en el documental Aardvark'd: 12 Weeks with Geeks de 2005 , en ambos casos discutiendo el desarrollo de VisiCalc..[22]
- introdujo el término " redes de amigo a amigo " el 11 de agosto de 2000.[23]
- también introdujo el término cornucopia de los bienes comunes casi al mismo tiempo.[24]